# Finlands Billie Jean King Cup-lag
Finlands Billie Jean King Cup-lag representerar Finland i tennisturneringen Billie Jean King Cup, och kontrolleras av Finlands tennisförbund.

## Historik
Finland deltog första gången 1968. Laget har som längst gått till kvartsfinal, vilket man gjorde 1993.